# Hayakawa
Pour les articles homonymes, voir Hayakawa (homonymie).
Hayakawa (早川町, Hayakawa-chō) est un bourg du district de Minamikoma, dans la préfecture de Yamanashi, au Japon.

## Géographie

### Démographie
Au 1er juin 2019, la population de Hayakawa s'élevait à 994 habitants répartis sur une superficie de 369,86 km2.